# Marie (femme de Cléophas)
Pour les articles homonymes, voir Marie.
Ne doit pas être confondue avec Marie Jacobé, épouse de Clopas.

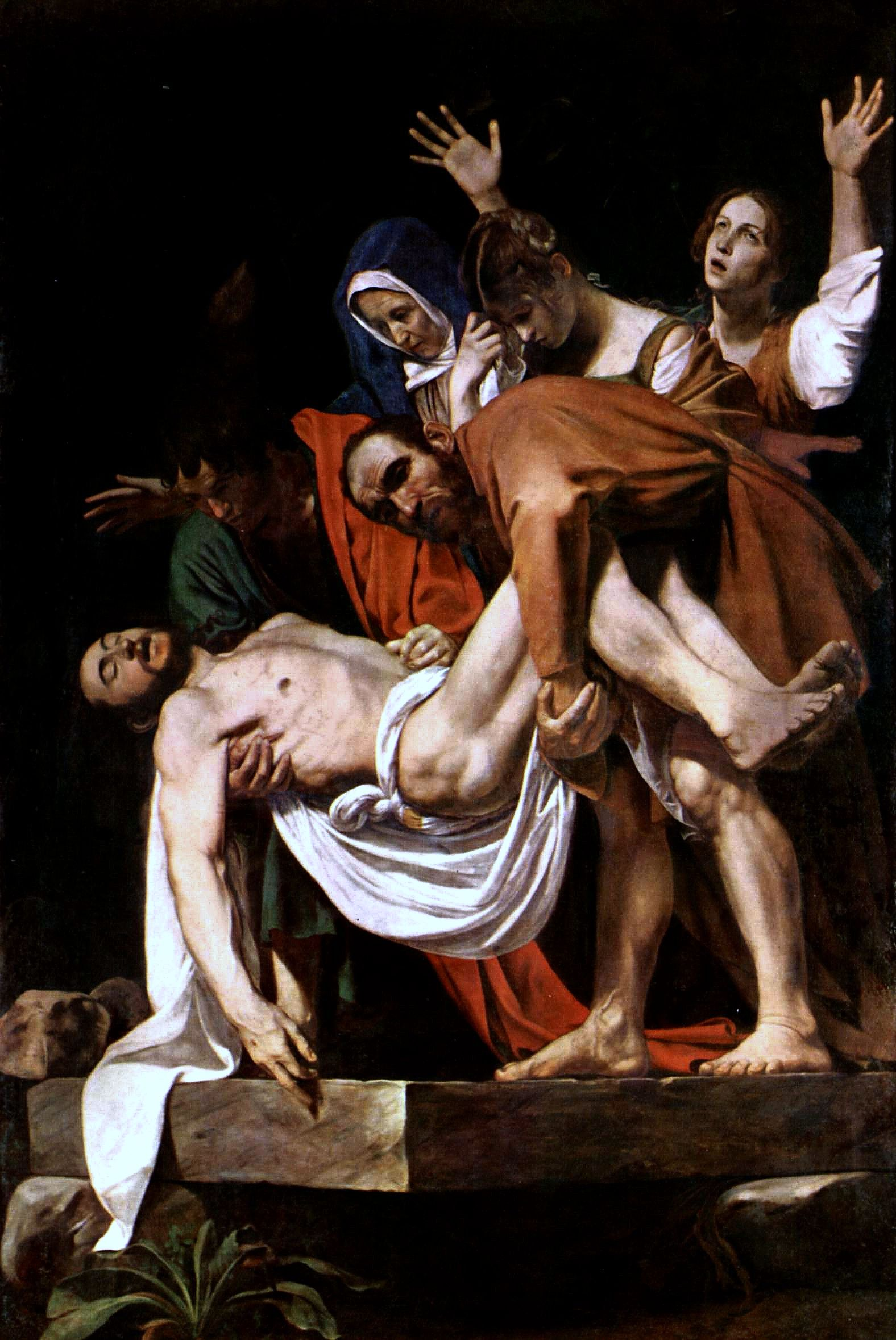
La Mise au tombeau, Le Caravage.
Marie de Cléophas est à droite, les bras levés.

Marie de Cléophas (Μαρία ἡ τοῦ Κλωπᾶ) est un personnage du Nouveau Testament. Mentionnée dans les Évangiles selon Marc (Marc 16:1) et selon Luc (Luc 24:10), elle est l'une des Saintes Femmes présentes à la crucifixion de Jésus de Nazareth et apportant des parfums pour sa mise au tombeau.
La désignation Marie « de Cléophas » dans le texte grec est ambiguë quant à savoir si Marie était sa fille ou son épouse, mais l'exégèse a généralement favorisé l'épouse.
Dans le Martyrologe romain, elle est fêtée avec Marie Salomé le 24 avril,.

## Les textes des Évangiles

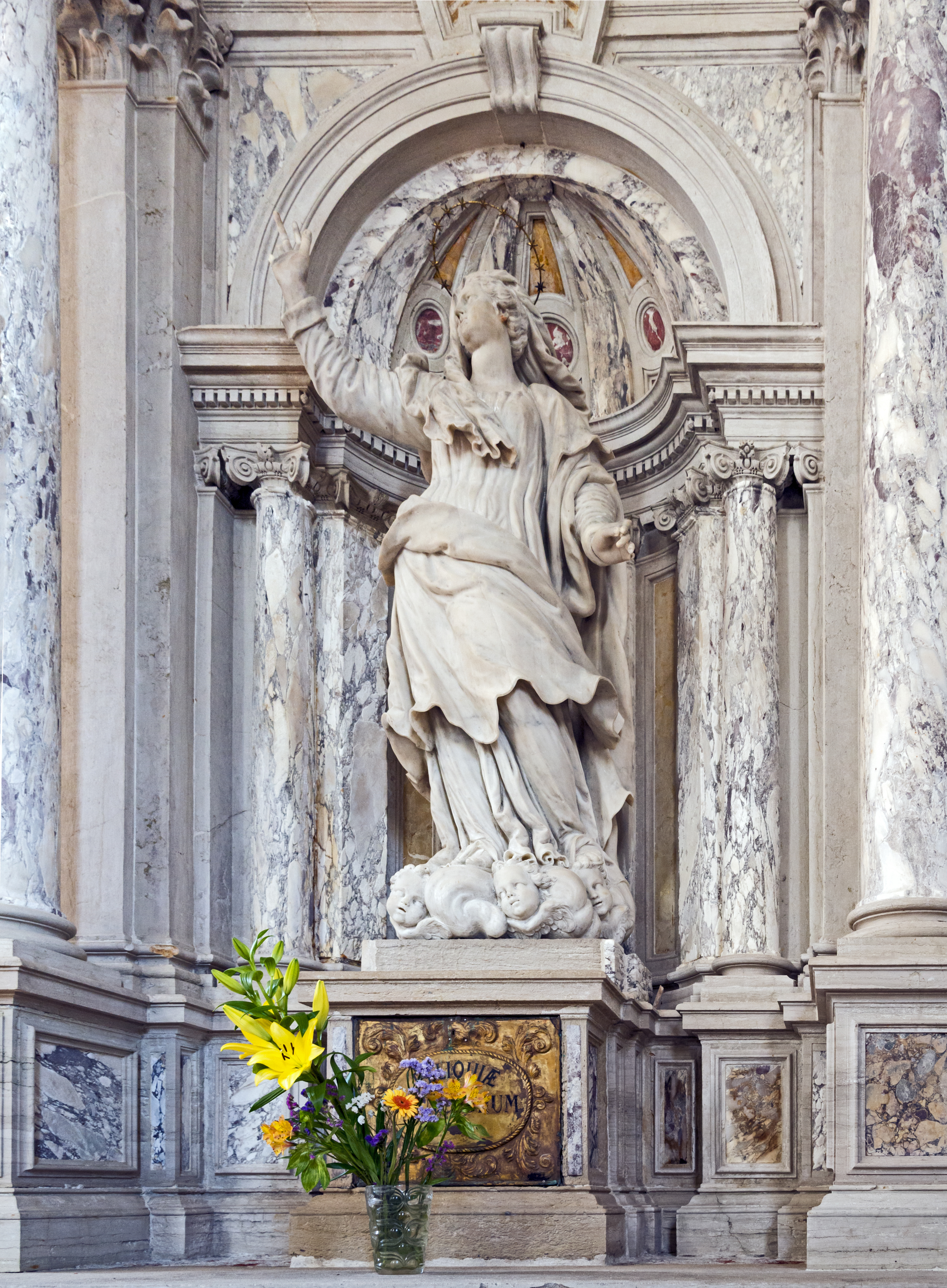
Marie de Cléophas, église Sant'Andrea della Zirada, Venise.

Marie de Cléophas est une disciple de Jésus qui intervient avec d'autres femmes après sa crucifixion. Ces Saintes Femmes sont dites « myrrhophores » par les orthodoxes et les chrétiens orientaux. Dans l'Évangile selon Marc (Mc 16, 1-8), elle achète des aromates en compagnie de Marie de Magdala et de Salomé « pour aller oindre le corps » de Jésus. Elles se rendent ensuite toutes les trois au tombeau et constatent qu'il ne contient plus le corps de Jésus, mais y trouve « un jeune homme assis à droite, vêtu d'une robe blanche » qui leur dit que Jésus est ressuscité. Elles sont alors effrayées et s'enfuient du tombeau et « ne dirent rien à personne, car elles avaient peur. » Cette phrase terminait initialement l'Évangile selon Marc, avant que des finales résumant les apparitions de Jésus racontées dans les Évangiles selon Mathieu et Luc, ne soient ajoutées vers les IIIe – IVe siècle.
L'Évangile selon Matthieu, qui reprend une partie du texte de Marc, dit simplement que Marie de Magdala est accompagnée de « l'autre Marie ».
L'Évangile selon Luc mentionne lui aussi Marie mère de Jacques, mais remplace Salomé par Jeanne. De plus, ce n'est pas un jeune homme qui annonce la résurrection, mais « deux hommes qui se tiennent devant elles, en habit éblouissant. »
Dans l'Évangile selon Jean, seule Marie de Magdala se rend au tombeau. L'épisode raconté est différent de celui des synoptiques.

## Citations néotestamentaires

### Concernant Marie mère de Jacques
- Marc 16:1 : « Lorsque le sabbat fut passé, Marie de Magdala, Marie de Jacques, et Salomé, achetèrent des aromates, afin d'aller embaumer Jésus ».
- Luc 24:10 : « Celles qui dirent ces choses aux apôtres étaient Marie de Magdala, Jeanne, Marie de Jacques, et les autres qui étaient avec elles ».

### Concernant Marie mère de Jacques et de Joses (ou José, ou Joseph)
- Matthieu 27:56 : « Parmi elles étaient Marie de Magdala, Marie, mère de Jacques et de Joses, et la mère des fils de Zébédée ».
- Marc 15:40 : « Il y avait aussi des femmes qui regardaient de loin. Parmi elles étaient Marie de Magdala, Marie, mère de Jacques le petit et de Joses, et Salomé ».

### Concernant Marie mère de Joses
- Marc 15:47 : « Or Marie de Magdala, et Marie, mère de Joses, regardaient où on l’avait mis ».

### Concernant Marie de Cléophas
- Jean 19:25 : « Près de la croix de Jésus se tenaient sa mère et la sœur de sa mère, Marie de Cléophas, et Marie la Magdaléenne ».
  - εἱστήκεισαν δὲ παρὰ τῷ σταυρῷ τοῦ Ἰησοῦ ἡ μήτηρ αὐτοῦ καὶ ἡ ἀδελφὴ τῆς μητρὸς αὐτοῦ, Μαρία ἡ τοῦ Κλωπᾶ καὶ Μαρία ἡ Μαγδαληνή.

### Concernant l'autre Marie
- Matthieu 27:61 : « Or il y avait là Marie de Magdala et l’autre Marie assise en face du sépulcre ».
- Matthieu 28:1 : « … Marie de Magdala et l’autre Marie vinrent visiter le sépulcre ».